# إدوارد هيوز (جراح)
إدوارد هيوز (بالإنجليزية: Edward Hughes)‏ هو جراح أسترالي، ولد في 4 يوليو 1919، وتوفي في 16 أكتوبر 1997.